# Afrikan Krichtofovitch
Afrikan Nikolaïevitch Krichtofovitch (en allemand : Afrikan Nikolajewitsch Kryschtofowicz; en anglais : African Nikolaevich Kryshtofowicz) (en russe : Африкан Николаевич Криштофович) est un paléobotaniste soviétique, né le 8 novembre 1885 et mort le 8 novembre 1953.
Il réunit une importante collection sur la flore du Mésozoïque. En 1932, il fait paraître Revue géologique des contrées d'Extrême-Orient. Un cratère de Mars lui est dédié.